# Rivoli Veronese
Rivoli Veronese là một đô thị ở tỉnh Verona trong vùng Veneto của Ý, có cự ly khoảng 32 km về phía đông bắc của Verona. Tại thời điểm ngày 31 tháng 3 năm 2008, đô thị này có dân số 2.087 người và diện tích là 18,45 km².